# Jürgen Kuczynski
Jürgen Kuczynski (17. září 1904 Elberfeld – 6. srpna 1997 Berlín) byl německý marxistický ekonom, esejista a intelektuál.
Pocházel ze zámožné a vzdělané židovské rodiny (jeho otec Robert René Kuczynski byl zakladatelem německé demografie). Získal doktorát z ekonomické vědy na univerzitě v Erlangenu a absolvoval stáž na Brookings Institution v USA. V roce 1930 vstoupil do Komunistické strany Německa a působil v deníku Die Rote Fahne, spolupracoval také se sovětskou výzvědnou službou stejně jako jeho sestra Ursula, známější pod pseudonymem Ruth Wernerová. Od roku 1936 žil v exilu v Anglii. Angažoval se v Národním výboru svobodného Německa, za druhé světové války sloužil v americké armádě jako statistik a získal hodnost plukovníka.
Po válce se vrátil do Berlína a od roku 1946 přednášel ekonomické dějiny na Humboldtově univerzitě, od roku 1956 působil v Německé akademii věd. Patřil k hlavním prominentům Německé demokratické republiky, v letech 1949–1958 byl poslancem východoněmeckého parlamentu Volkskammer. Od konce padesátých let vystupoval vůči režimu stále kritičtěji, především v populární knize Rozhovor s mým pravnukem, avšak osobní přátelství s Erichem Honeckerem ho uchránilo před perzekucí.
Vydal přes čtyři tisíce odborných prací, v českém překladu vyšly Studie o krásné literatuře a politické ekonomii. Třikrát byl navržen na Nobelovu cenu za ekonomii, byl mu udělen Řád Karla Marxe a Vlastenecký řád za zásluhy. V Pankowě je po něm pojmenováno náměstí Jürgen-Kuczynski-Platz.
Jeho syn Thomas Kuczynski je ekonom a statistik.